# Цуда Сандзо
Цуда Сандзо  (яп. 津田 三蔵 Цуда Сандзо:) (15 лютого 1855 — 30 вересня 1891) — поліцейський з японського міста Оцу, здійснив напад на цесаревича Миколу Олександровича (згодом Микола II) під час його візита в Японію 11 травня 1891 року.

## Біографія
Народився в самурайській сім'ї, яка служила князям Іга як лікарі.
У 1872 його призвали до армії, де він брав участь у придушенні повстання самураїв 1877 року під проводом Сайго Такаморі. Участь як сержанта у придушенні цього повстання і привела його до внутрішнього конфлікту, стану «нечистої совісті», так як Сайго Такаморі був символом японського духу і самовідданості.
З 1882 служив у поліції. Під час візиту Миколи він був поставлений охороняти вулицю, по якій повинні були пройти високі гості. Цуда замахнувся на цесаревича мечем, цілячись в голову, але в цей момент той обернувся. Микола був поранений, але залишився живий.
27 травня 1891 на судовому процесі був засуджений до довічного ув'язнення, яке він повинен був відбувати на острові Хоккайдо, який нерідко іменувався «японським Сибіром». Однак 30 вересня цього ж року Цуда помер у в'язниці від пневмонії. Згідно з іншою версією, він заморив себе голодом.
У рідному селі Цуди після інциденту заборонили називати дітей його ім'ям, а родичі Цуди стали ізгоями. Також мали місце заклики перейменувати місто Оцу, в якому стався випадок, що зганьбив країну.